# Rue de l'Épicerie, Rouen
Rue de l'Épicerie, Rouen est une série de trois tableaux réalisés par Camille Pissarro en 1898. Comme son titre l'indique, les toiles représentent la rue de l'Épicerie de Rouen dominée par la cathédrale gothique. À travers la série, Pissarro joue sur la variation des effets de la lumière du soleil sur la scène.

## Historique
Entre 1896 et 1898, Pissarro réalise de nombreuses séries à Rouen, principalement sur les ponts et le port, mais aussi de façon marginale sur la vieille ville. Il peint déjà en 1896 la cathédrale vue depuis les toits de la ville (Les Toits du vieux Rouen, temps gris, la cathédrale). La série de 1898 représente donc cette fois la vieille ville vue au niveau de la rue de l'Épicerie, avec la cathédrale qui domine la scène en fond.

## Les toiles
- Rue de l'Épicerie, Rouen (effet de soleil), 1898, 81 × 65 cm, donnée au Metropolitan Museum of Art en 1960[2] ;
- Rue de l'Épicerie, Rouen (fin d'après-midi), 1898, 81 × 65 cm, achetée aux enchères 1 650 000 livres sterling à Londres le 4 avril 1989[3] ;
- Rue de l'Épicerie, Rouen (matin nuageux), 1898, 81 × 65 cm, achetée aux enchères 2 200 000 dollars américains à New York le 14 novembre 1990 ; achetée aux enchères 1 542 500 dollars américains à New York le 14 mai 1997[3].

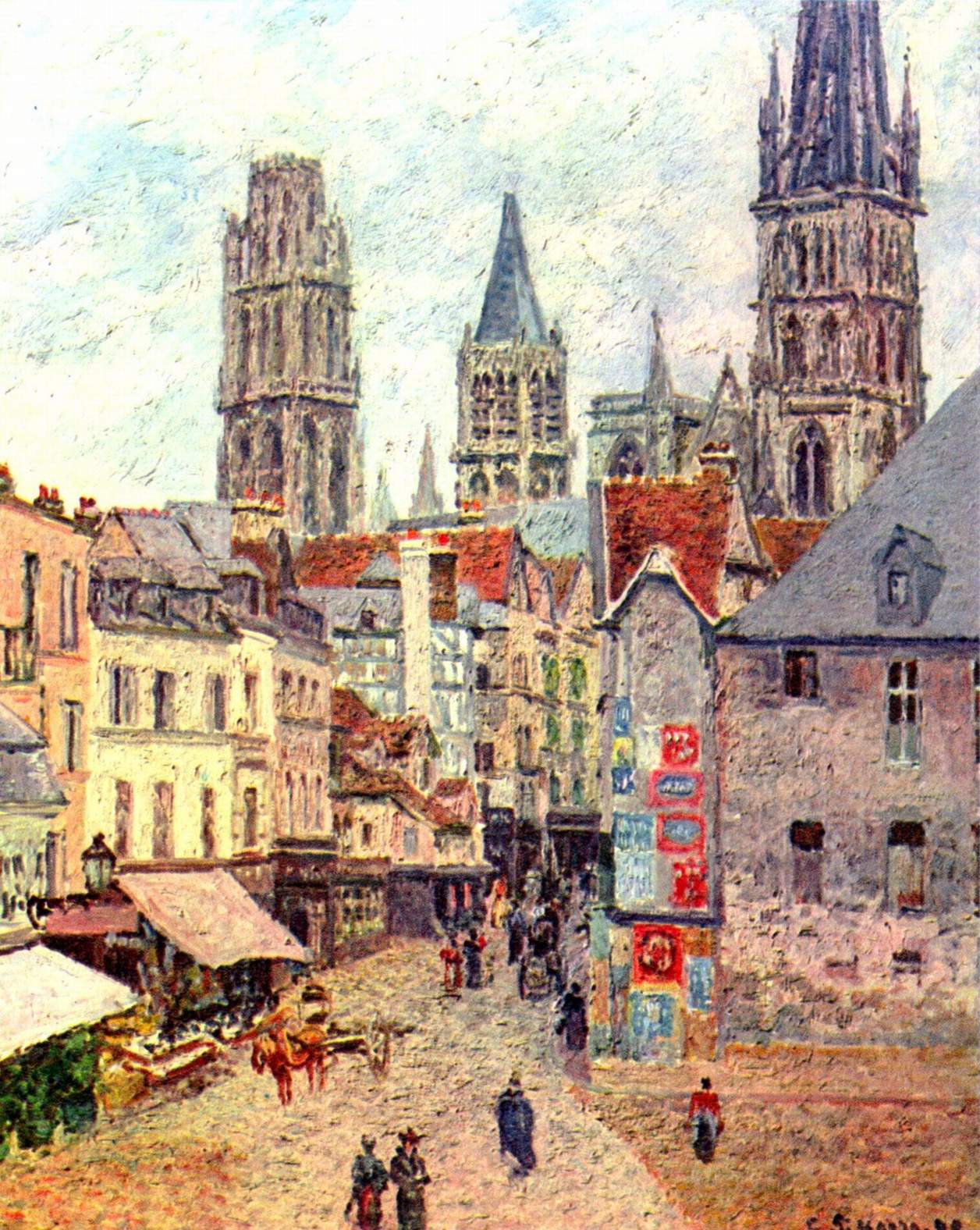
Rue de l'Épicerie, Rouen (matin nuageux).